# Поспілова (Гаринський міський округ)
Поспі́лова (рос. Поспелова) — присілок у складі Гаринського міського округу Свердловської області.
Населення — 25 осіб (2010, 26 у 2002).
Національний склад населення станом на 2002 рік: росіяни — 96 %.